# Ioannis Sarmas
Ioannis Sarmas (Cós, 21 de março de 1957) é um juiz grego. Ele é presidente do Tribunal de Contas da Grécia desde 4 de novembro de 2019. Foi designado primeiro-ministro interino para o período de 25 de maio de 2023 até às eleições legislativas em 25 de junho de 2023.

## Biografia
Ele foi designado para a presidência do Tribunal de Contas da Grécia em 4 de novembro de 2019, cumprindo um mandato não renovável de quatro anos de acordo com a Constituição da Grécia.
Ele serviu como oficial da reserva na Força Aérea Grega (1984-1986). Estudou direito em Atenas (1975-1979) e completou sua pós-graduação e doutorado em Paris (1980-1985), com notas muito boas. Ele começou a servir a lei em janeiro de 1987, primeiro no Conselho de Estado até 1993 e depois no Tribunal de Contas. Foi vogal e presidente de setor no Tribunal de Contas Europeu (2002-2013). Como vice-presidente do Tribunal de Contas foi chefe do terceiro setor do Tribunal de 2014 a 2019.
Ele recebeu doutorados honorários da Universidade Internacional da Grécia, da Universidade Panteion e da Universidade Aristóteles de Thessaloniki nas áreas de administração pública e direito.